# Pericrocotus igneus
A Pericrocotus igneus a madarak osztályának verébalakúak (Passeriformes) rendjébe és a tüskésfarúfélék (Campephagidae) családjába tartozó faj.

## Rendszerezése
A fajt Edward Blyth angol zoológus írta le 1846-ben.

## Alfajai
- Pericrocotus igneus igneus Blyth, 1846
- Pericrocotus igneus trophis Oberholser, 1912[2]

## Előfordulása
Délkelet-Ázsiában, Brunei, Indonézia, Malajzia, Mianmar, a Fülöp-szigetek, Szingapúr és Thaiföld területén honos. 
Természetes élőhelyei a szubtrópusi vagy trópusi síkvidéki esőerdők, száraz erdők, valamint ültetvények és vidéki kertek. Állandó, nem vonuló faj.

## Megjelenése
Testhossza 17 centiméter, testtömege 14–16 gramm.
|  |

## Életmódja
Ízeltlábúakkal táplálkozik.

## Természetvédelmi helyzete
Az elterjedési területe rendkívül nagy ugyan, de gyorsan csökken, emiatt egyedszáma is csökken. A Természetvédelmi Világszövetség Vörös listáján mérsékelten fenyegetett fajként szerepel.